# Ostružanj
Ostružanj (Servisch cyrillisch Остружањ) is een plaats in de Servische gemeente Osečina. De plaats telt 588 inwoners (2002).

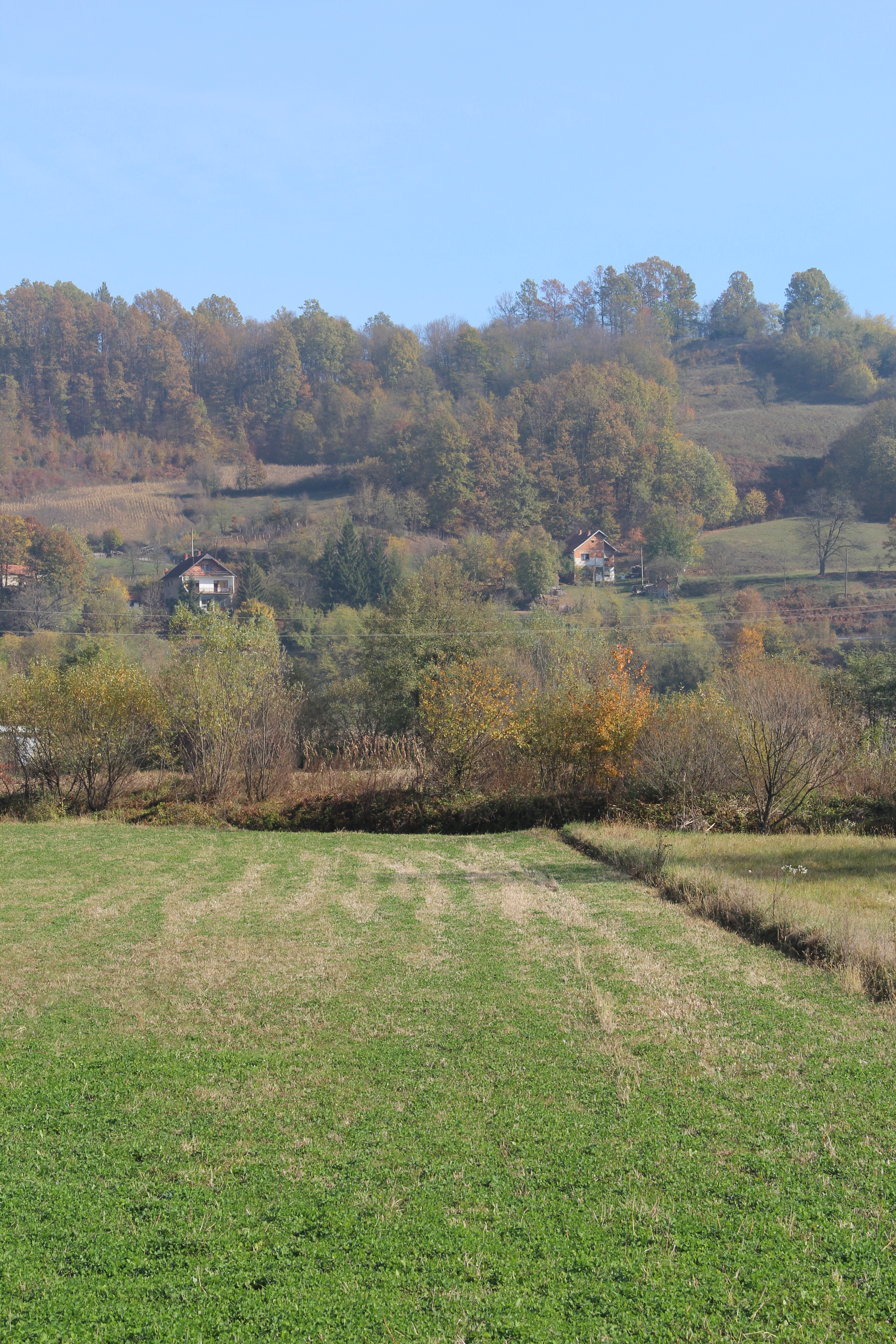
Ostružanj - panorama
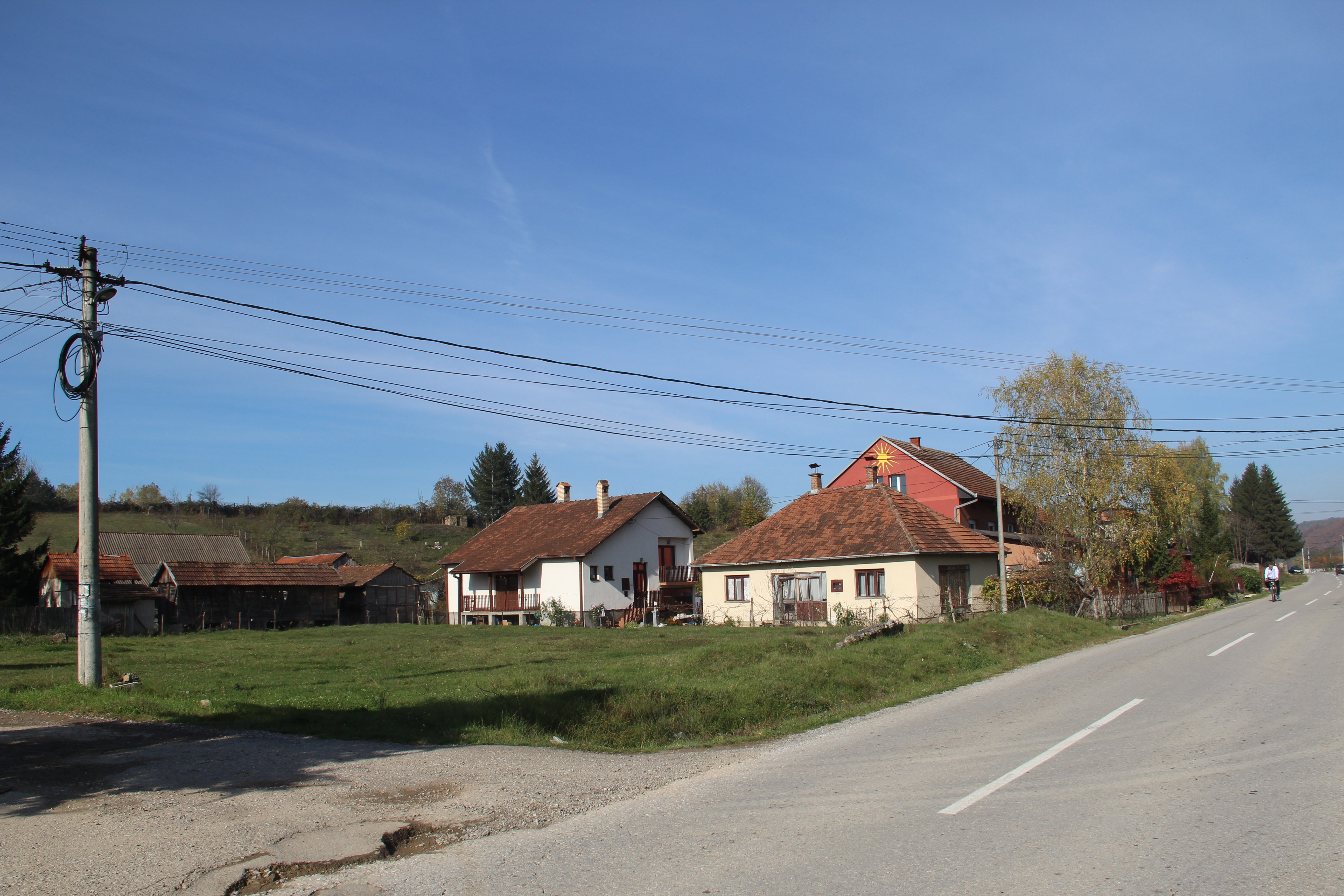
Ostružanj - panorama
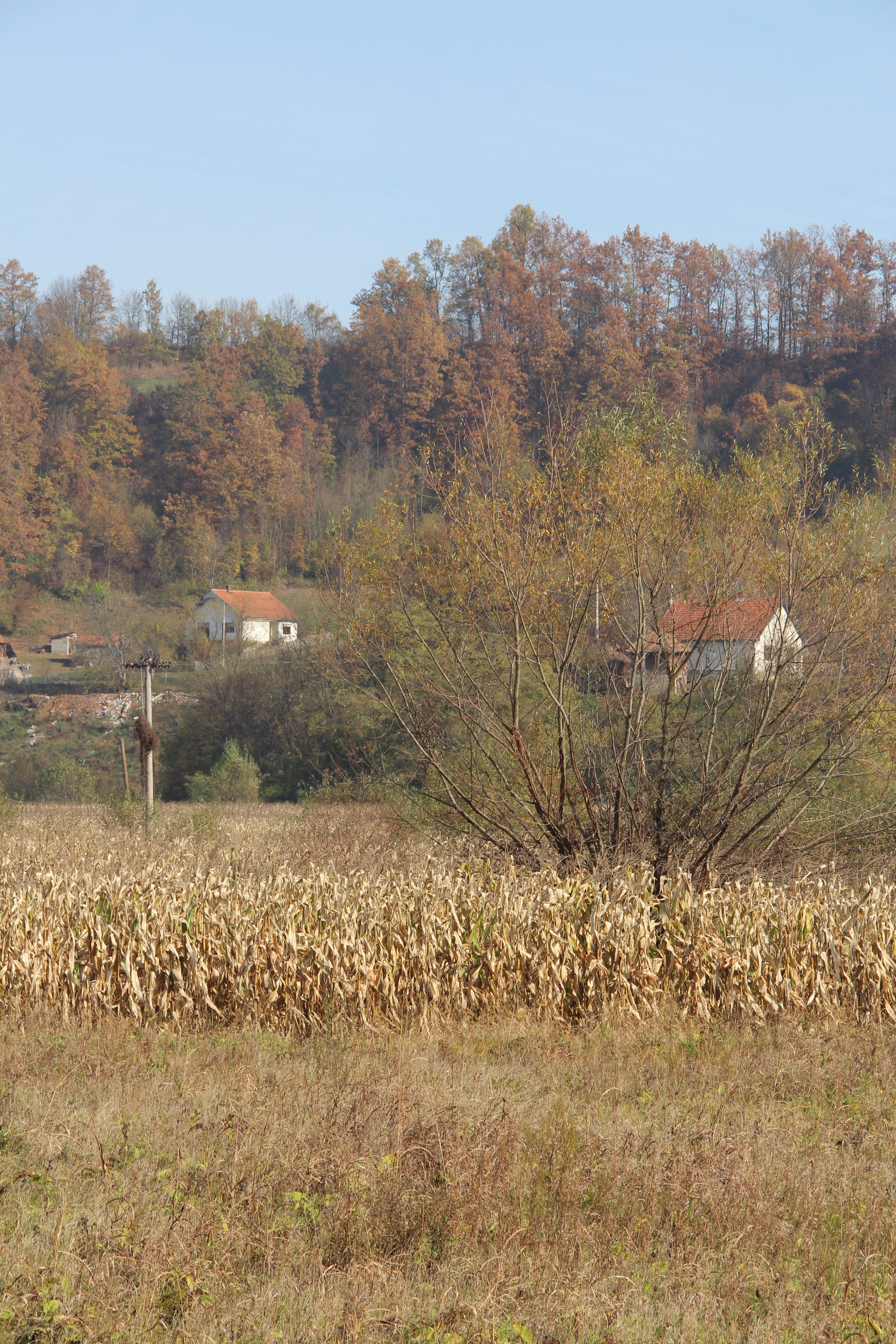
Ostružanj - panorama
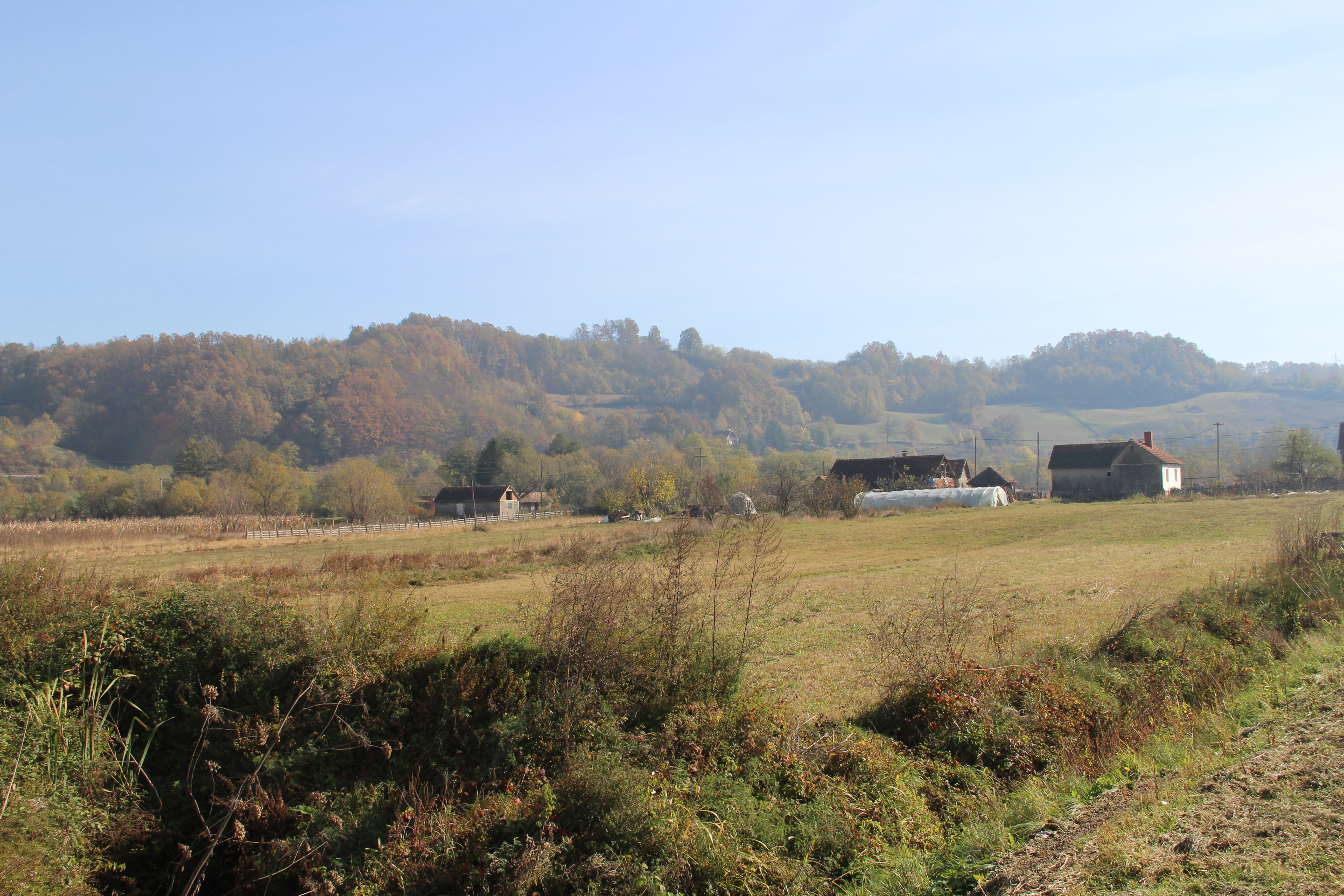
Ostružanj - panorama
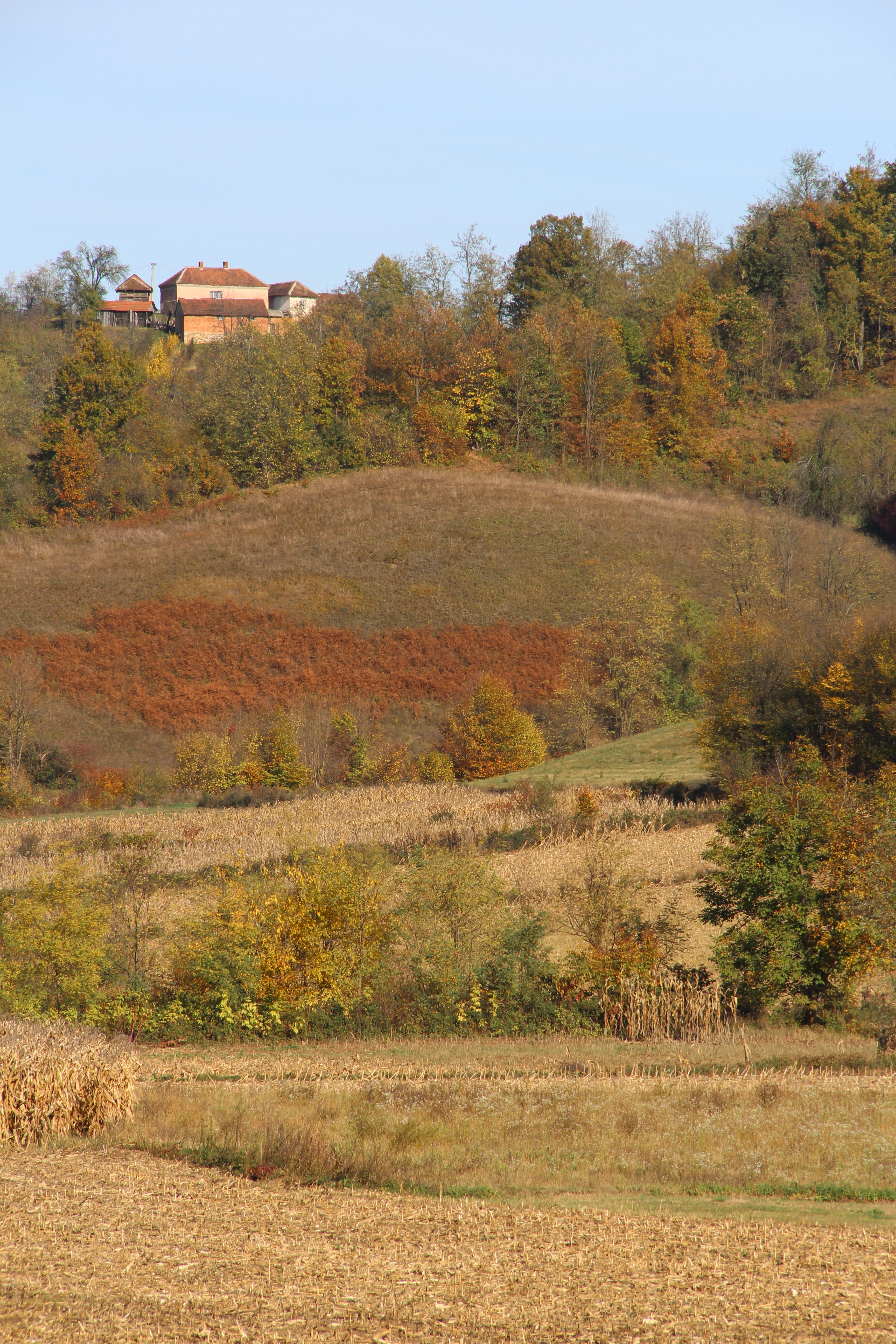
Ostružanj - panorama
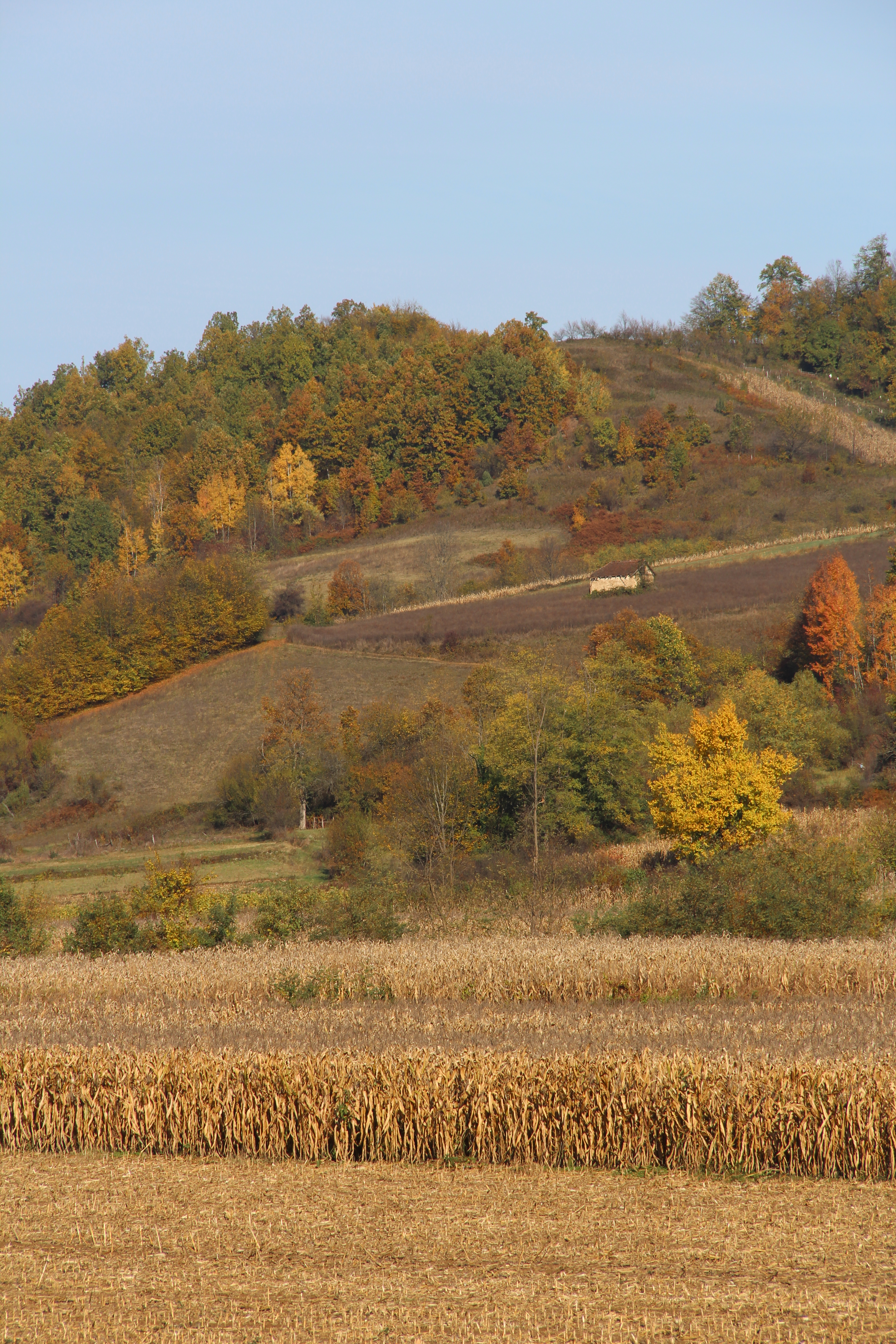
Ostružanj - panorama
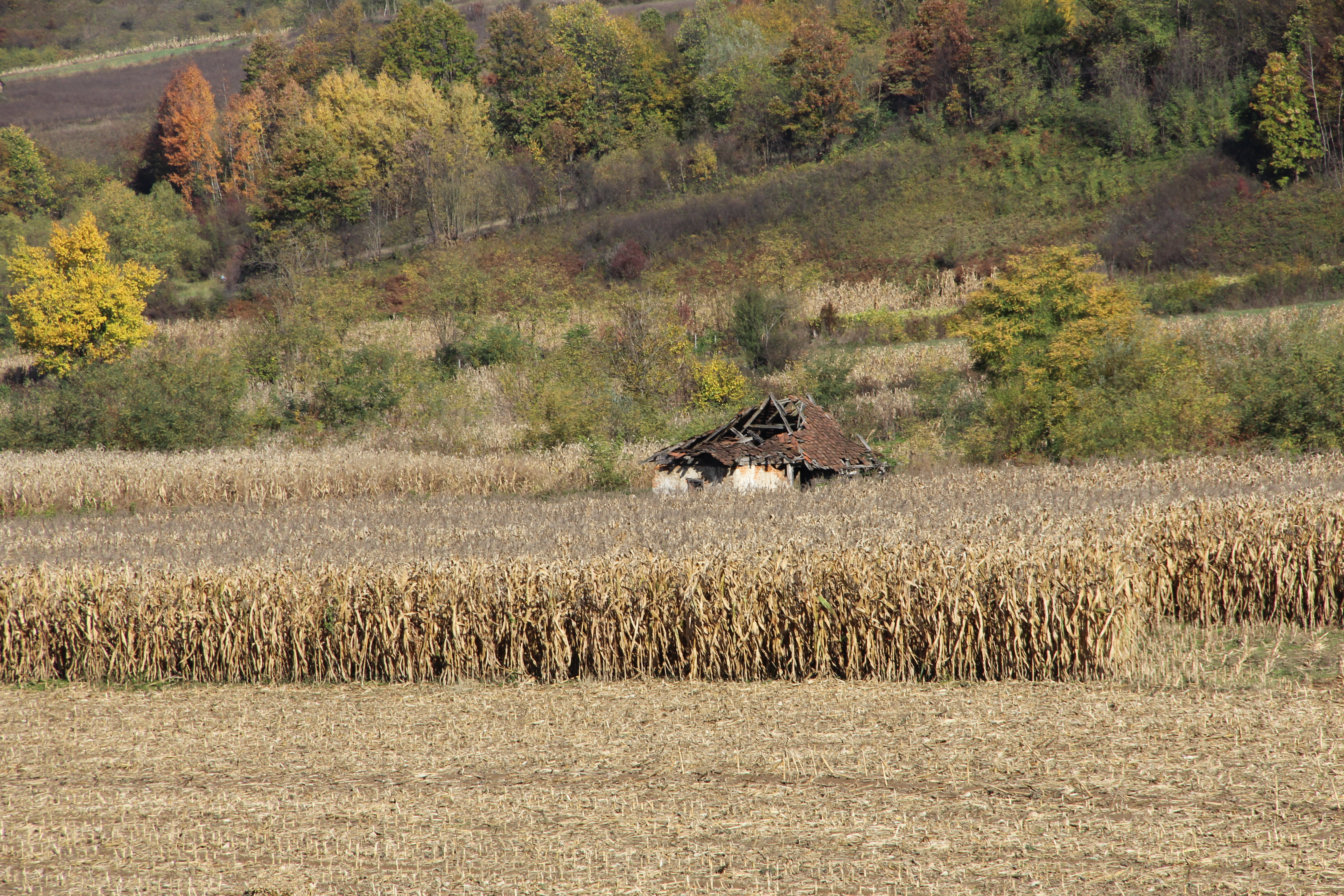
Ostružanj - panorama